# سیارک ۲۶۶۷۹
سیارک ۲۶۶۷۹ (به انگلیسی: 26679 Thomassilver، نامگذاری:2001FX5)۲۶۶۷۹مین سیارک کشف شده‌است که در ۱۸ مارس ۲۰۰۱ کشف شد.